# Gary Collier
Gary Collier (Fort Worth, 8 ottobre 1971) è un ex cestista statunitense, professionista in Europa.

## Carriera
È stato selezionato dai Cleveland Cavaliers al secondo giro del Draft NBA 1994 (42ª scelta assoluta).

## Palmarès
- Coppa del Belgio: 1

Ostenda: 1998
- Coppa di Germania: 1

Skyliners Frankfurt: 2000